# Romance da Barca Bela
"Barca Bela" (alternativamente, em castelhano, "La galera de Cristo" ou "La galera de la Virgen") é um romance religioso ibérico do século XV.

## História

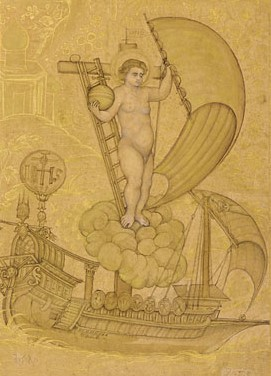
Menino Jesus e a Barca da Salvação (c. 1600) arte do Império Mogol.

Na sua origem, "Barca Bela" seria uma adaptação "ao divino" de um outro romance profano do renascimento ibérico chamado "Conde Arnaldos" que, por sua vez, deverá ter sido elaborado na primeira metade do século XV.
O romance "ao divino" já deveria ser bem conhecido do povo português entre o final do século XV e o início do século seguinte, uma vez que Gil Vicente, em 1518, escreve o Auto da Barca do Purgatório que inclui uma adaptação de "Barca bela" com o incipit "Remando vão remadores". Conseguiu sobreviver até à modernidade, embora frequentemente fragmentado, e está presente no folclore português, brasileiro e galego.
A primeira recolha deste romance foi efetuada por Almeida Garrett em 1843.
Durante o período do Estado Novo, a publicação da "Barca Bela" num manual escolar chamado Livro de Leitura da 3.ª Classe "corrompeu" muitas das versões coligidas posteriormente em Portugal.

## Letra
O tema da letra do romance é a alegoria da "Barca da Fé". Numa parte inicial é listada a tripulação da barca caída do Céu: leva Nossa Senhora, São José como piloto, Jesus como general e anjos como remeiros. De seguida, ergue-se uma tempestade que a intervenção divina não permite que danifique a embarcação.

## Adaptações

### Em Portugal
Em Portugal "Barca bela" existe na cultura popular não só na forma de poesia recitada mas também em adaptações musicais cantadas nas tradicionais Reisadas. Destas destaca-se "Vamos ver a barca nova" originária do Douro Litoral, mais precisamente de Resende e harmonizada pelo compositor português Fernando Lopes-Graça para a sua obra "Três Cantos dos Reis":
Uma outra composição derivada deste romance é o fado de Manuel Fria "Além vem a barca bela".

### No Brasil
O romance terá chegado ao Brasil através dos colonos portugueses. Os fragmentos do poema fazem parte da cantiga de roda "Vamos, Maninha":

### Na Galiza
Na Galiza os versos são incorporados na tradicional "Chula da Guía":